# マイスロ
マイスロは、サミーが2009年より自社及び系列メーカーのパチスロ機に搭載している、携帯電話とパチスロ機演出の連動システム。
本項では、サミー以外の各社が搭載するパチンコ・パチスロ機と携帯電話の連動システムについても記載する。

## 概要
基本的には「パチスロを打つ各プレイヤーの遊技履歴を保存し、履歴に応じて様々な特典を与える」仕組み。マーケティング用語で言うところの「フリークエント・ショッパーズ・プログラム」の一つと言える。
マイスロのサーバ側では、対応機種ごとに各ユーザの遊技履歴（日付・ゲーム数・ボーナス回数等）や、各機種ごとに定められたミッション（特定の演出を見る、ARTを規定回数以上連チャンさせる等）のクリア率、他のユーザと比較した順位などが保存されており、ユーザはそれらの内容に応じて着メロ・着うたや待ち受け画面などがダウンロードできるほか、台の演出内容をカスタマイズすることもできる。その他登録ユーザを対象としたノベルティグッズのプレゼントや新機種発表会への招待などを抽選で行うこともある。
なおシステムの利用には、後述するようにQRコードの読み取りが可能なNTTドコモ・au・ソフトバンクモバイルのカメラ付き携帯電話が必須となる。カメラのない携帯電話や、カメラ付きでもイー・モバイル及びウィルコムの機種は対応外のため利用できない。なおスマートフォン（iPhone/Android端末）については2011年5月10日より正式対応したが、コンテンツのダウンロードができない等一部機能に制約がある。
かつては実機以外に777town.net内で遊べる一部の機種についてもマイスロの対象となっていたが、2011年11月8日をもってマイスロ機能を終了し、777town.net内の独自機能へマイスロデータをリンク・引き継ぎして移行した。

## 手順
具体的には以下のような手順をとる。
1. 初めてマイスロ対応パチスロ機を打つ際に、台に設けられた「PUSH」ボタンを押してメニューからQRコードを発行し、それをカメラ付き携帯電話で読み取り、マイスロWebサイトへの登録を行う。
2. 登録を行ったら、マイスロのWebサイトで対象機種の初期パスワードを取得して、台にパスワードを入力する。
3. 遊技が終了したら再び「PUSH」ボタンを押してQRコードを発行してカメラ付き携帯電話で読み取り、マイスロのWebサーバ側に履歴を保存する。

同じ機種を2回目以降に打つ場合は以下のような手順になる。
1. 携帯電話でマイスロのWebサイトにアクセスしてパスワードを取得する。（台の演出をカスタマイズする場合は、パスワード発行前にカスタマイズ内容を登録する）
2. パチスロ台の「PUSH」ボタンのメニューから、先程発行されたパスワードを入力する。
3. 通常通り遊技し、遊技が終了したら初回同様にQRコードを発行して携帯電話で読み取る。

## 他社の動向
サミーがマイスロを発表してから約1年半後、ユニバーサルエンターテインメントの「ユニメモ」を皮切りに、他のメーカーもこぞってパチンコ・パチスロ機と携帯電話の連動システムを導入するようになった。サービス内容はおおむねマイスロに準じたものだが、中にはSNSに近い他ユーザーとのコミュニケーション機能を備えたもの（ダイトモ）など、特色ある機能を搭載したサービスもある。
しかし、かねてからパチンコ・パチスロの射幸性に注意をとがらせていた警察庁が、これらのサービスが射幸心をあおるものとして2011年12月5日に「遊技客に限定してデジタルコンテンツ等を提供するサービスを遊技機に搭載しないこと」を指導する通知を行った。
このため各社は、遊技による特定条件で解放されるコンテンツに対し、
- コンテンツを削除、あるいは遊技の有無にかかわらず全面開放
- ウェブサイト閲覧時に獲得するポイントとの交換に変更

などして、指導に対応している。

### サービス一覧
稼働中
| サービス名        | 企業名              | 開始時期            | 最初に導入した機種名                                                                 | 備考                            |
| ----------------- | ------------------- | ------------------- | ------------------------------------------------------------------------------------ | ------------------------------- |
| マイスロ マイパチ | サミー 他           | 2009年3月 2019年8月 | 快盗天使ツインエンジェル2 Pあの日見た花の名前を僕達はまだ知らない。                  |                                 |
| ユニメモ          | UNIVERSAL           | 2010年12月          | 緑ドン VIVA!情熱南米編                                                               |                                 |
| 俺のスロット      | ネット              | 2011年1月           | ハーレムエース2                                                                      | 一部対応を終了した機種あり      |
| スロプラス        | 山佐                | 2011年4月           | 天下布武2                                                                            | スマホアプリは2024年2月提供終了 |
| スロプラNEXT      | 山佐                | 2024年9月           | ハイパーラッシュ                                                                     |                                 |
| ぱちログ          | 京楽産業. オッケー. | 2011年4月 2012年9月 | CRびっくりぱちんこ銭形平次withチームZ CR新世紀ぱちんこ攻殻機動隊 STAND ALONE COMPLEX |                                 |
| ダイトモ          | 大都技研            | 2023年5月           | SLOT ソード・アート・オンライン                                                      | 運営会社：パオン・ディーピー    |

サービス終了
| サービス名        | 企業名          | 開始時期             | 最初に導入した機種名                                        | 備考                                                   |
| ----------------- | --------------- | -------------------- | ----------------------------------------------------------- | ------------------------------------------------------ |
| モバスロ モバパチ | ビスティ        | 2011年3月 2012年1月  | モバスロ ヱヴァンゲリヲン 〜真実の翼〜 CRエヴァンゲリヲン7  | 運営会社：フューチャースコープ 2015年3月31日終了       |
| パチプラス        | Sansei R&D      | 2011年4月            | CR GI DREAM                                                 | 2022年3月31日終了                                      |
| 打-WIN            | 平和 オリンピア | 2011年6月 2013年4月  | CR戦国乙女2 アントニオ猪木が伝説にするパチスロ機            | 2022年12月31日終了                                     |
| モアライフ        | SNKプレイモア   | 2011年6月            | スカイラブ3                                                 | 2012年4月終了                                          |
| ダイトモ（旧）    | 大都技研        | 2011年10月           | 押忍!番長2                                                  | 2017年3月31日終了                                      |
| e-SLOT            | KPE             | 2012年1月            | 悪魔城ドラキュラIII                                         | 2018年1月9日終了                                       |
| パワスロ          | SANKYO          | 2012年4月            | パチスロマクロスフロンティア                                | 運営会社：ジョイコシステムズ 2022年3月31日終了         |
| パワパチ          | SANKYO ビスティ | 2012年3月 2014年12月 | CRフィーバー倖田來未III〜Love Romance〜 CRヱヴァンゲリヲン9 | 運営会社：ジョイコシステムズ 2022年3月31日終了         |
| モバラッチョ〜    | ニューギン      | 2012年11月           | 戦国パチスロ 花の慶次                                       | パチンコは「CR真・花の慶次」のみ対応 2015年6月30日終了 |
| パチリンク        | 三洋物産        | 2013年7月            | CRスーパー海物語in沖縄3                                     | 2016年9月30日終了                                      |

1. ↑  モバイル連動サービスの運用に見直し指導（月刊グリーンべると、2011年12月6日）
2. ↑  単一の機種が対象と見なせるサービスは除外した。
3. ↑  【重要】アプリ提供終了のお知らせ（スロプラス）
4. ↑  「CR GI DREAM」「CRああっ女神さまっ」のみスマートフォン非対応。
5. ↑  スマートフォン非対応。